# Soundless Wind Chime
Soundless Wind Chime (tiếng Trung: 無聲風鈴; bính âm: Wúshēng fēng líng) là một bộ phim độc lập năm 2009 của đạo diễn Hung Wing Kit (tiếng Trung: 洪榮杰), diễn viên chính Lu Yu Lai và Bernhard Bulling. Đó là một đề cử năm 2009 cho Liên hoan phim quốc tế Berlin Giải thưởng Teddy.

## Nội dung
Soundless Wind Chime xoay quanh một người nhập cư mới đến Hồng Kông từ Trung Quốc, Ricky (Lu Yu Lai), người làm việc như một cậu bé giao hàng khi sống với dì gái mại dâm của mình (Wella Zhang). Anh ta là kẻ móc túi bởi một tên trộm Thụy Sĩ, Pascal (Bernhard Bulling), người có mối quan hệ ngược đãi với bạn trai con nghệ sĩ (Hannes Lindenblatt). Quyết định rời xa anh, Pascal có cơ hội gặp Ricky và hai người bắt đầu một mối quan hệ lãng mạn. Cặp đôi phải vật lộn qua thời gian tốt và xấu, buộc họ phải xác định xem mối quan hệ của họ dựa trên tình yêu hay sự phụ thuộc vào nhau. Vài năm sau, Ricky tìm kiếm Thụy Sĩ để tìm dấu hiệu của Pascal, cuối cùng bắt gặp Ueli (cũng do Bulling thủ vai), một chủ sở hữu nhút nhát cửa hàng đồ cổ trông giống Pascal, nhưng có tính cách rất khác biệt. Khi mối quan hệ của Ricky và Ueli ngày càng sâu sắc, sự thật về mối quan hệ của Pascal và Ricky được làm sáng tỏ khi bộ phim tiến triển qua những cái nhìn thoáng qua về hiện tại và quá khứ.

## Diễn viên
- Lu Yu Lai - Ricky
- Bernhard Bulling - Pascal/Ueli
- Marie Omlin - Em gái
- Gilles Tschudi - Cha
- Ruth Schwegler - Mẹ
- Wella Zhang - Dì
- Li Wai Foon - Chủ nhà hàng
- Wong Siu Yin - Popo
- Hannes Lindenblatt - Marcus
- Jackie Leung - Thiên thần ca hát

## Giải thưởng
Trong Liên hoan phim quốc tế Torino GLBT, Ý, bộ phim đã giành được giải thưởng Khán giả, Nuovi sguardi (Đạo diễn mới xuất sắc nhất) và một đề cử của Ban giám khảo đặc biệt cho phim truyện hay nhất trong cuộc thi.
Bộ phim cũng đã giành được giải thưởng Đạo diễn xuất sắc nhất và Nam diễn viên xuất sắc nhất (Lu Yulai) trong - Liên hoan phim đồng tính & đồng tính nữ quốc tế Madrid 2009.
Tại Canada, Soundless Wind Chime đã giành được giải thưởng quốc tế hay nhất trong Liên hoan phim Vancouver Queer và Giải thưởng của Ban giám khảo cho Phim truyện hay nhất trong Liên hoan phim quốc gia + LGBT Montreal.
Bộ phim được giới thiệu trong Liên hoan phim quốc tế Berlin thường niên lần thứ 59 và là một ứng cử viên chính thức cho "Giải thưởng Teddy" năm 2009.

## Âm nhạc
Bộ phim có một số điểm ban đầu được sản xuất bởi Claudio Puntin và Insa Rudolph được thực hiện bởi Sepiasonic và cũng có nhạc của nghệ sĩ Justin McGrath cũng như bài hát "Achoo Cha Cha" của ca sĩ và diễn viên cổ điển Trung Quốc Grace Chang.